# Renaud chante Brassens
Albums de Renaud
Les Introuvables
(1995) Le Retour de la Chetron Sauvage
(1996)
Renaud chante Brassens est le douzième album studio de Renaud sorti en mars 1996. Pour cet album, il reprend des titres de chansons de Georges Brassens.
Deux titres issus de ces sessions, non présents sur cet album sont inclus dans la compilation Le Plein de super, sortie en 2010. Il s'agit de J'ai rendez-vous avec vous et P... de toi.

## Genèse de l'album
Renaud baigne dans la musique de Georges Brassens depuis tout petit, son père passant régulièrement ses disques à la maison. Brassens était même le seul artiste de chanson française qu'il aimait, ses goûts musicaux étant davantage portés sur le classique et le jazz.
Renaud a dix ans lorsqu'il rencontre Brassens pour la première fois. Ce dernier rendait visite à quelqu'un qui habitait au-dessus de chez lui, dans un immeuble du 14e arrondissement de Paris. Il courut chercher l'album Georges Brassens chante les chansons poétiques (...et souvent gaillardes) de... Georges Brassens de son père pour le faire dédicacer.
Une quinzaine d'années plus tard, Renaud le rencontre une deuxième et dernière fois, sur un plateau de télévision. Brassens lui aurait dit qu'il trouvait ses chansons « merveilleusement bien construites », compliment que Renaud considère comme valant toutes les victoires de la musique.
Depuis plusieurs années déjà, Renaud avait envie de rendre hommage à Brassens sans jamais concrétiser ce désir, de peur de recevoir les critiques des admirateurs de ce dernier. À la mort de Brassens déjà, il avait refusé d'interpréter les titres inédits qu'avait laissé « le maître », tâche qui est finalement revenue à Jean Bertola.

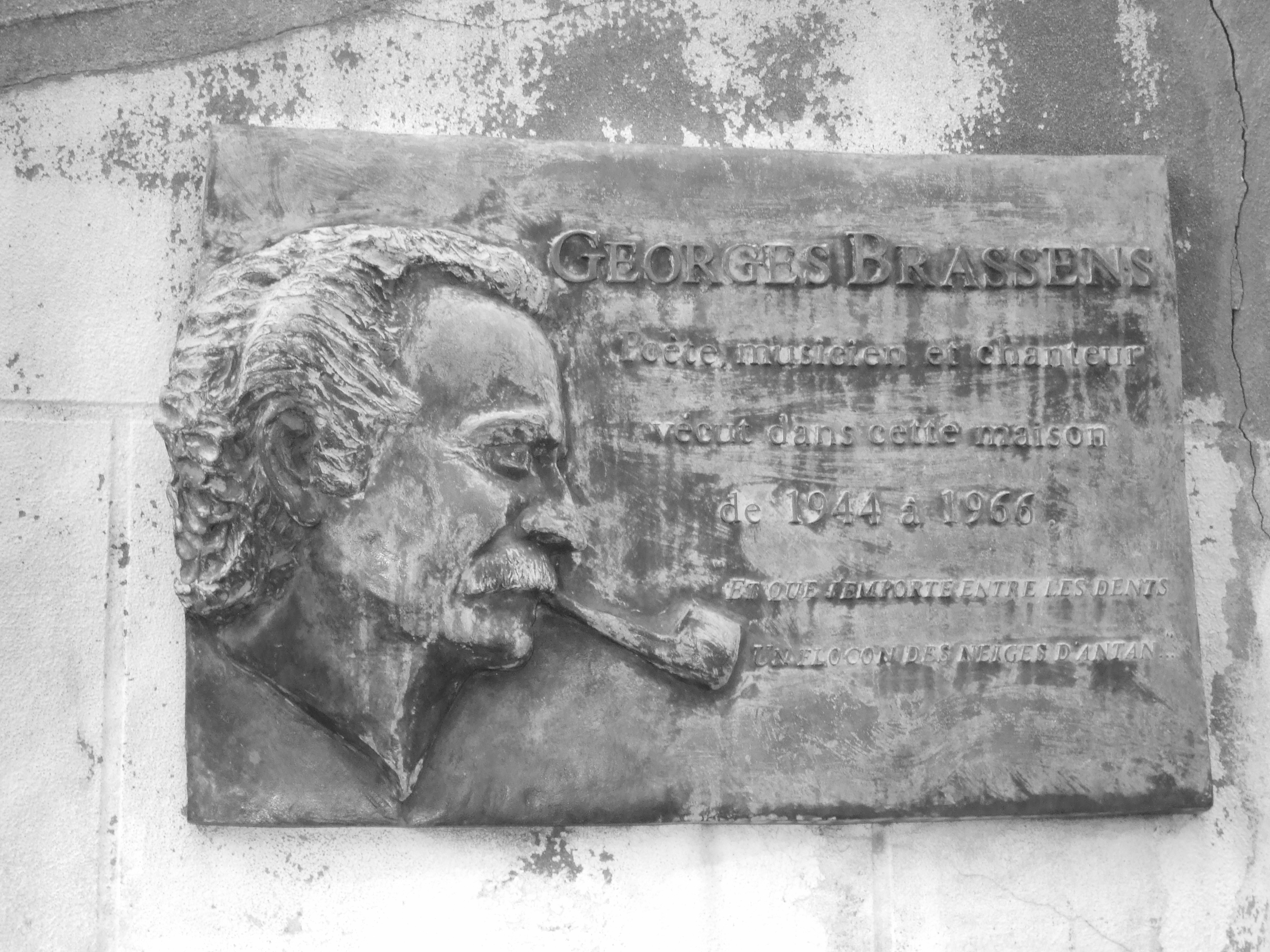
Plaque commémorative apposée Impasse Florimont (Paris) et dont le bas-relief a été sculpté par Renaud.

En 1994, Renaud sculpte un bas-relief pour une plaque commémorative qui est apposée Impasse Florimont à Paris le 22 septembre 1994, là où vécut Georges Brassens de 1944 à 1966. À cette occasion, André Tilleu et Gibraltar, deux proches de Georges Brassens, parviennent à convaincre Renaud de chanter Brassens ce qui permettrait de le faire découvrir à ceux qui le connaissent mal, notamment grâce à la popularité qu'a Renaud auprès des jeunes.

## Enregistrement
Comme l'opus précédent, À la Belle de Mai, l'album a été enregistré chez Renaud car il dit s'ennuyer en studio.
Le secrétaire et ami de Georges Brassens, Pierre Onténiente dit Gibraltar, a prêté pour l'occasion la guitare Favino de Brassens sur laquelle jouent Manu Galvin et François Ovide. Ils sont accompagnés à la contrebasse par Yves Torchinsky et à l'accordéon par Jean-Louis Roques.
Renaud avoue avoir eu quelques difficultés d'interprétation pour certaines chansons. De ce fait plusieurs de celles qu'il a enregistrées n'ont pas été intégrées à l'album. Le choix des chansons a été totalement subjectif ; Renaud a en effet décidé d'écarter certaines qui étaient plus connues et qui avaient déjà été reprises comme Les Copains d'abord ou Chanson pour l'Auvergnat en privilégiant d'autres moins connues mais qu'il affectionne particulièrement comme La Marine.

## Sortie
L'album paraît tout d'abord en novembre 1995 en tant qu'album inédit au sein de la première intégrale de Renaud avec pour titre Renaud chante les chansons poétiques (...et souvent gaillardes) de... Georges Brassens, clin d'œil à sa première rencontre avec l'artiste. Il sort ensuite dans le courant de l'année 1996 avec une nouvelle pochette et intitulé plus simplement Renaud chante Brassens.
À la sortie de l'album, un clip pour le titre Je suis un voyou est réalisé à partir du film Porte des Lilas dans lequel a tourné Georges Brassens. Grâce aux techniques audiovisuelles, Renaud côtoie dans ce clip Brassens, quinze ans après sa disparition.

## Liste des pistes
Toute la musique est composée par Georges Brassens.
| 1.    | Je suis un voyou                   | Georges Brassens | 2:29 |
| 2.    | La Marine                          | Paul Fort        | 2:40 |
| 3.    | Le Gorille                         | G. Brassens      | 3:21 |
| 4.    | La Chasse aux papillons            | G. Brassens      | 2:04 |
| 5.    | Comme hier                         | P. Fort          | 1:43 |
| 6.    | Les Amoureux des bancs publics     | G. Brassens      | 2:50 |
| 7.    | Brave Margot                       | G. Brassens      | 3:11 |
| 8.    | Hécatombe                          | G. Brassens      | 1:53 |
| 9.    | La Mauvaise herbe                  | G. Brassens      | 2:47 |
| 10.   | Le Mauvais sujet repenti           | G. Brassens      | 2:21 |
| 11.   | La Légende de la nonne             | Victor Hugo      | 3:16 |
| 12.   | Auprès de mon arbre                | G. Brassens      | 3:01 |
| 13.   | Gastibelza (L'Homme à la carabine) | V. Hugo          | 2:11 |
| 14.   | Les Croquants                      | G. Brassens      | 2:28 |
| 15.   | Philistins                         | Jean Richepin    | 1:50 |
| 16.   | Le Vieux Léon                      | G. Brassens      | 3:37 |
| 17.   | Le Père Nöel et la petite fille    | G. Brassens      | 2:09 |
| 18.   | La Femme d'Hector                  | G. Brassens      | 4:02 |
| 19.   | Le Bistrot                         | G. Brassens      | 2:42 |
| 20.   | L'Orage                            | G. Brassens      | 2:58 |
| 21.   | Jeanne                             | G. Brassens      | 3:04 |
| 22.   | La Complainte des filles de joie   | G. Brassens      | 2:35 |
| 23.   | Les Illusions perdues              | G. Brassens      | 1:41 |
| 60:53 |                                    |                  |      |

## Musiciens
- Renaud : chant
- Manu Galvin : guitare
- François Ovide : guitare
- Yves Torchinsky : contrebasse
- Jean-Louis Roques : accordéon

## Classements et certifications
| Pays                   | Meilleure position | Certification |
| ---------------------- | ------------------ | ------------- |
| France                 | 22                 | 2x Or         |
| Belgique (francophone) | 10                 |               |